# CalMac Ferries

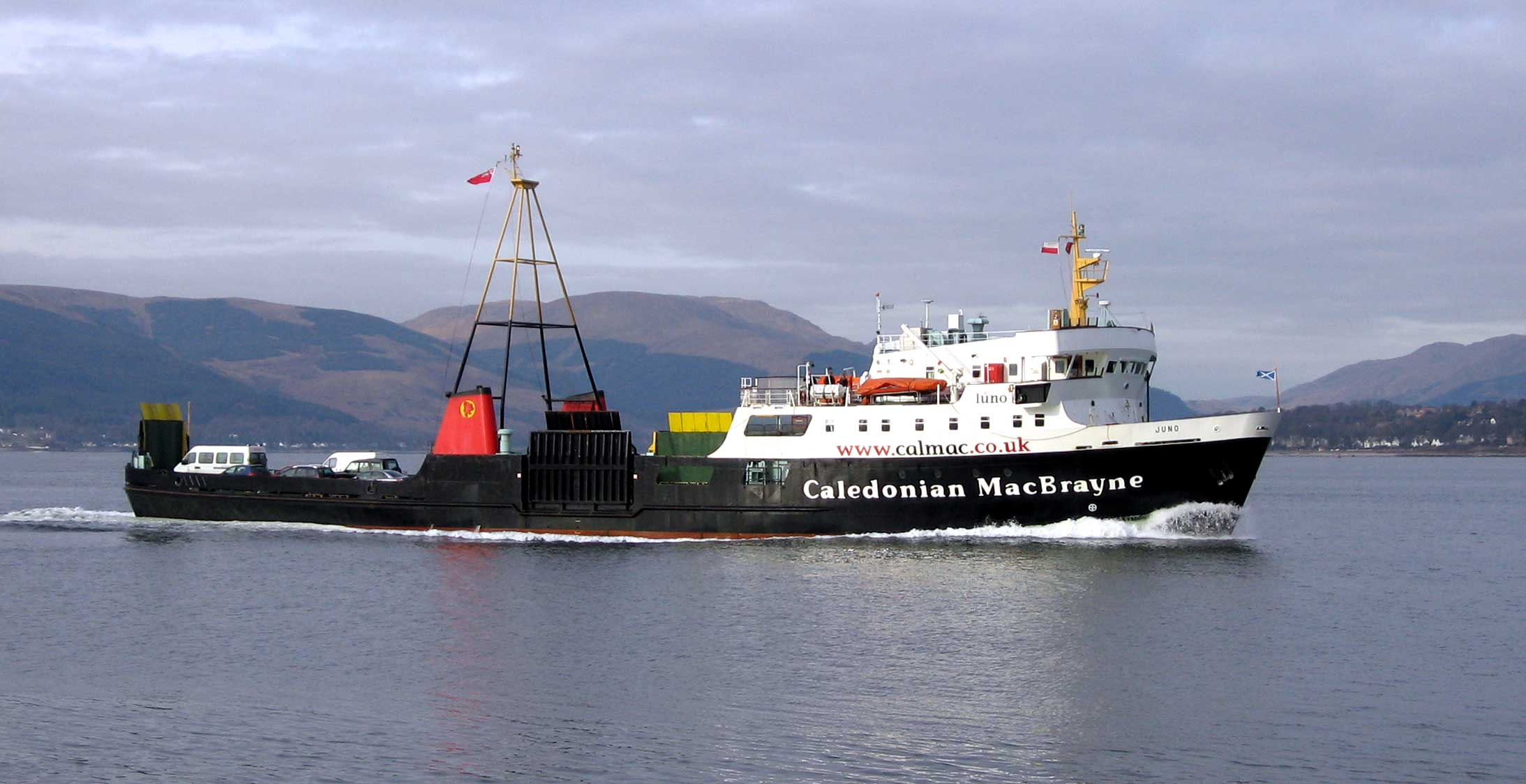
Ehemalige CalMac-Fähre Juno (2011 verschrottet) in Gourock

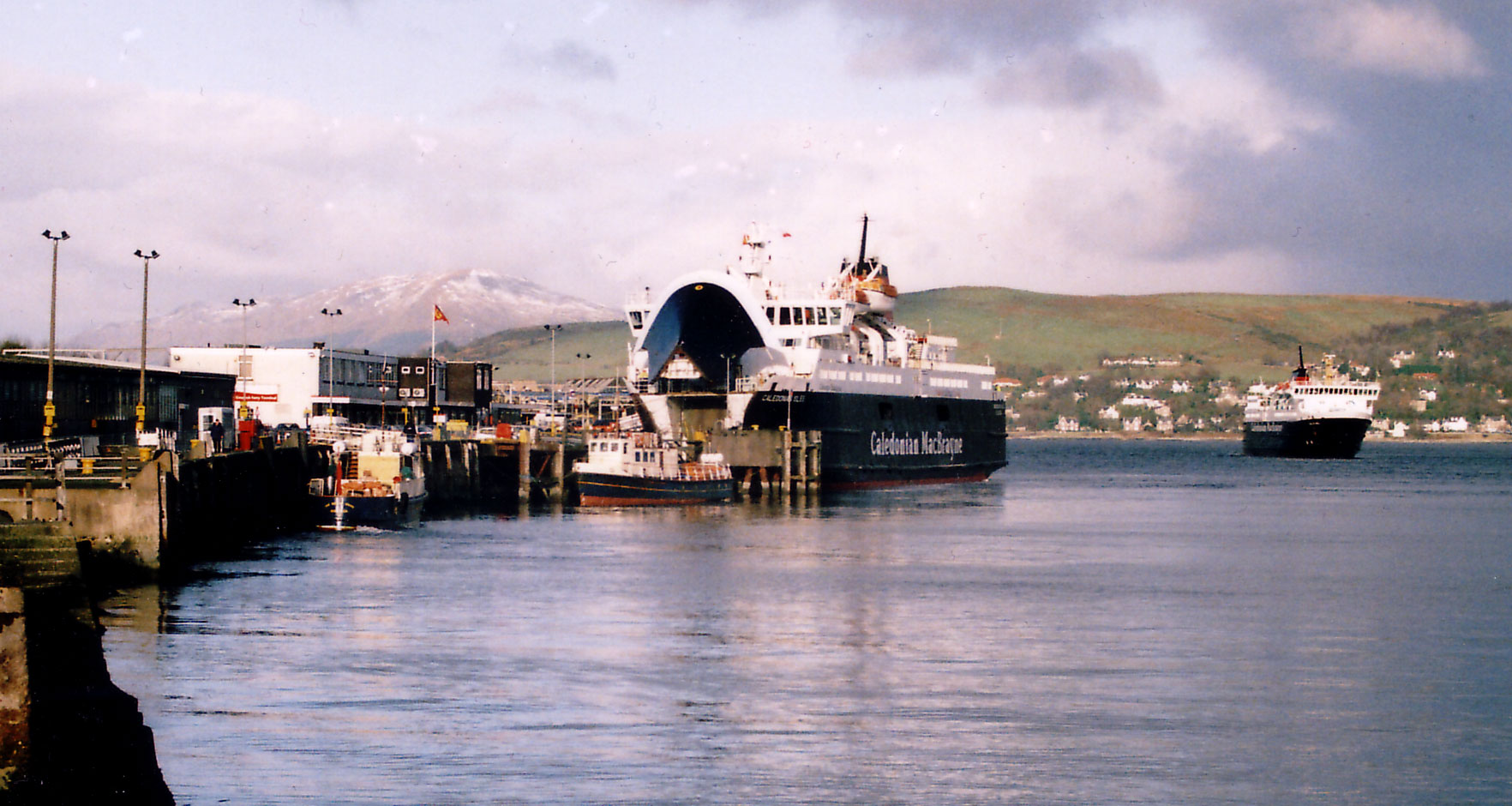
Der Sitz von Caledonian MacBrayne am Pier von Gourock und die Motorschiffe Caledonian Isles und Isle of Mull.

CalMac Ferries Ltd. (auch bekannt unter dem weiterhin als Marke verwendeten früheren Namen Caledonian MacBrayne bzw. unter der Kurzform CalMac) ist eine schottische Fährreederei. Sie betreibt Personen- und Autofähren an der schottischen Westküste. CalMac befindet sich im Besitz der schottischen Regierung.

## Geschichte

### Vorgängerunternehmen
Die heutige Gesellschaft CalMac Ferries Ltd. wurde 2006 gegründet und entstand als Aufspaltung des 1973 gegründeten Unternehmens Caledonian MacBrayne in eine Betriebs- und eine Infrastrukturgesellschaft. Die Wurzeln des Unternehmens reichen jedoch bis in die Mitte des 19. Jahrhunderts zurück. Die wichtigsten Vorgängergesellschaften waren David MacBrayne Ltd und Caledonian Steam Packet Company.

#### David MacBrayne
David MacBrayne wurde ursprünglich 1851 als Dampfschiffreederei unter dem Namen David Hutcheson & Co. gegründet. David und Alexander Hutcheson übernahmen zusammen mit David MacBrayne die Verkehre der Reederei G & J Burns, einem Unternehmen im Besitz von George Burns, dem Mitgründer und späteren Vorstandsvorsitzenden der Cunard Line, entlang der Küste der westlichen Highlands. Die Gesellschaft betrieb zunächst einen Linienverkehr von Glasgow durch den Firth of Clyde und den Crinan Canal nach Oban an der Westküste Schottlands und weiter über Fort William und durch den Caledonian Canal bis Inverness. 1855 erhielt das Unternehmen einen ersten Beförderungsvertrag mit der Royal Mail. In den 1870er Jahren verkauften David Hutcheson und sein Bruder die Firma an David MacBrayne, dessen Name der neue Firmenname wurde. In den Folgejahren baute David MacBrayne das Liniennetz entlang der schottischen Westküste weiter aus und nahm von Oban und Skye ausgehend Postschiffverkehre nach Islay, Harris, North Uist, Barra und South Uist auf. Nachdem die Eisenbahn ab 1885 mit Endbahnhöfen in Fort William, Kyle of Lochalsh und Mallaig die Westküste erreicht hatte, konzentrierte David MacBrayne seine Verkehre auf die Postverkehre zu den Inneren und Äußeren Hebriden, daneben bedienten die Schiffe auch Ansiedlungen auf dem Festland entlang der Westküste, die landseitig nur schwer erreichbar waren. 1902 stiegen die Söhne von David MacBrayne als Partner in das Unternehmen ein. David MacBrayne starb 1907 im Alter von 93 Jahren, ein Jahr zuvor hatte die Familie die Firma in eine Private limited company umgewandelt und ihre erste Buslinie zwischen Fort William und North Ballachulish in Betrieb genommen. 1912 umfasste die Flotte 36 Dampfschiffe.
Nach dem Ersten Weltkrieg war die Flotte von David MacBrayne durch Kriegsverluste erheblich geschrumpft. Das Unternehmen war nicht in der Lage, die erforderlichen Neuanschaffungen zu finanzieren, die für eine Erneuerung des wichtigen Vertrags mit der Royal Mail erforderlich waren. 1928 drohte der Bankrott. Da die Schiffsverkehre für die Orte entlang der Küste und auf den westlichen Inseln lebenswichtig waren, übernahmen Coast Lines und die London, Midland and Scottish Railway (LMS) gemeinsam David MacBrayne.
Im Zuge des Transport Act 1947 wurde die LMS 1948 verstaatlicht und von der British Transport Commission übernommen, womit David MacBrayne zu 50 % in staatlichen Besitz überging. Fünf Jahre später wurden alle staatlichen schottischen Verkehrsunternehmen in der Scottish Transport Group (STG) zusammengeführt, neben David MacBrayne zählten dazu auch die Caledonian Steam Packet Company (CSP) und die Scottish Bus Company. 1969 übernahm der Staat auch den Anteil von Coast Lines, seitdem war das Unternehmen zu 100 % in staatlichem Besitz und war Teil der Scottish Transport Group.
Anfang der 1970er Jahre strukturierte die STG ihre Beteiligungen neu. Die Buslinien von David MacBrayne wurden ausgegliedert und von anderen Busunternehmen der STG übernommen, während die Schifffahrts- und Fährlinien 1973 mit CSP unter dem seitdem verwendeten Namen Caledonian MacBrayne zusammengeführt wurden. Bis Anfang der 1980er Jahre betrieb David MacBrayne jedoch noch Fähren unter diesem Namen, erst 1983 wurden alle Schiffe unter dem gemeinsamen Namen zusammengeführt.

#### Caledonian Steam Packet Company
Die Caledonian Steam Packet Company (CSP) nahm ihren Betrieb 1889 auf. Gegründet wurde sie durch die Caledonian Railway (CR), die damit eigene Dampferlinien zu ihrem neuen Bahnhof in Gourock einrichten konnte und sich einen größeren Marktanteil im Wettbewerb mit der North British Railway (NBR) und der Glasgow and South Western Railway (GSWR) um die Verkehre zwischen Glasgow und den Orten rund um den Firth of Clyde sichern wollte.
Infolge des Railways Act 1921 gingen die CR wie auch die GSWR 1923 in der London, Midland and Scottish Railway auf. Die LMS führte die von beiden Gesellschaften übernommenen Schiffslinien in der Caledonian Steam Packet Company zusammen, die ihren Namen beibehielt. 1948 ging die LMS und damit auch ihre Schiffahrtstochter CSP in staatlichen Besitz über. Wie bei David MacBrayne folgte fünf Jahre später der Übergang auf die staatliche Scottish Transport Group. 1969 erwarb CSP die Bute Ferry Co. Ltd., die die Verkehre zur Isle of Bute betrieb.

#### Caledonian MacBrayne
1973 fusionierte David MacBrayne mit der insbesondere im Firth of Clyde aktiven Caledonian Steam Packet Company zur Caledonian MacBrayne Ltd. Eigentümer war weiterhin die in staatlichem Besitz befindliche STG. 1990 ging CalMac aus dem Besitz der staatlichen Scottish Transport Group in den direkten Besitz der schottischen Regierung über.

### Heutige Unternehmen
2006 kam es aufgrund von Vorgaben der EU zu gesellschaftsrechtlichen Änderungen. Hintergrund war, dass der Nahverkehr ausgeschrieben und der Betrieb des Nahverkehrs von der Infrastruktur getrennt werden musste. Caledonian MacBrayne Ltd. firmierte in Caledonian Maritime Assets Ltd. um. Sie ist seither eine reine Besitzgesellschaft für die Hafenanlagen und die Flotte. Ebenso hält sie die Rechte an der Marke „Caledonian MacBrayne“ sowie am Logo mit dem schottischen Wappentier, dem Lion Rampant. Den Fährbetrieb übernahm die neu gegründete CalMac Ferries Ltd.

#### CalMac Ferries
Die neu gegründete CalMac Ferries Ltd. gewann die Ausschreibung für die bisher von der alten Caledonian MacBrayne Ltd. bedienten Linien und übernahm den Fährbetrieb 2007. Die hierfür benötigten Betriebsmittel (Hafenanlagen und Schiffe) leaste sie von Caledonian Maritime Assets Ltd. Gemäß Vertrag mit der schottischen Regierung ist CalMac Ferries verpflichtet, die Schiffe aus dem Besitz von Caledonian Maritime Assets zu leasen und zu nutzen. Auch anstehende Neubauten werden durch Caledonian Maritime Assets beauftragt und nach Ablieferung an CalMac Ferries verleast. CalMac Ferries Ltd. betreibt somit keine eigenen Schiffe.
Der aktuelle Vertrag zwischen CalMac und der schottischen Regierung, vertreten durch die Behörde Transport Scotland über den Betrieb der Fährlinien in den Bereichen Clyde und Hebriden datiert aus dem Jahr 2016 und ist bis 2024 gültig.

#### Caledonian Maritime Assets Ltd.
Caledonian Maritime Assets Ltd. (CMAL) mit Sitz in Port Glasgow fungiert als Infrastruktur- bzw. Besitzgesellschaft für Hafenanlagen und Schiffe. Neben der durch CalMac Ferries betriebenen Flotte befinden sich auch die fünf auf den von Serco NorthLink Ferries betriebenen Routen von Aberdeen nach Kirkwall (Orkneys) und Lerwick (Shetlands) sowie von Scrabster nach Stromness (Orkneys) eingesetzten Schiffe im Besitz von CMAL und werden an den Betreiber der Strecke verleast. Hierbei handelt es sich um drei Passagierfähren (Schwesterschiffe Hjaltland und Hrossey sowie die etwas kleinere Hamnavoe) sowie um zwei Frachtschiffe (Helliar und Hildasay). Auch Neubauten für CalMac Ferries werden durch CMAL beauftragt.
Zudem besitzt CMAL Hafenanlagen in 26 Ortschaften an der schottischen Westküste bzw. auf den vorgelagerten Inseln, welche nicht nur von den CalMac-Fähren genutzt werden.

## Betrieb
Im Jahr 2018 erwirtschaftete CalMac einen Umsatz von 207 Mio. GBP. Mit 33 Schiffen bediente die Reederei 2018 53 Häfen entlang der schottischen Westküste und der Hebrideninseln. Hierbei wurden rund 1,4 Mio. PKW, 81.000 LKW und 5,5 Mio. Passagiere befördert.
CalMac bezeichnet seinen Fährbetrieb als „Lifeline Service“ (deutsch: Lebensader) für die Inseln an der Westküste Schottlands, da er für diese Inseln die Verbindung zur Außenwelt für Waren und Güter darstellt sowie den für die Region wichtigen Tourismus ermöglicht.

## Routen

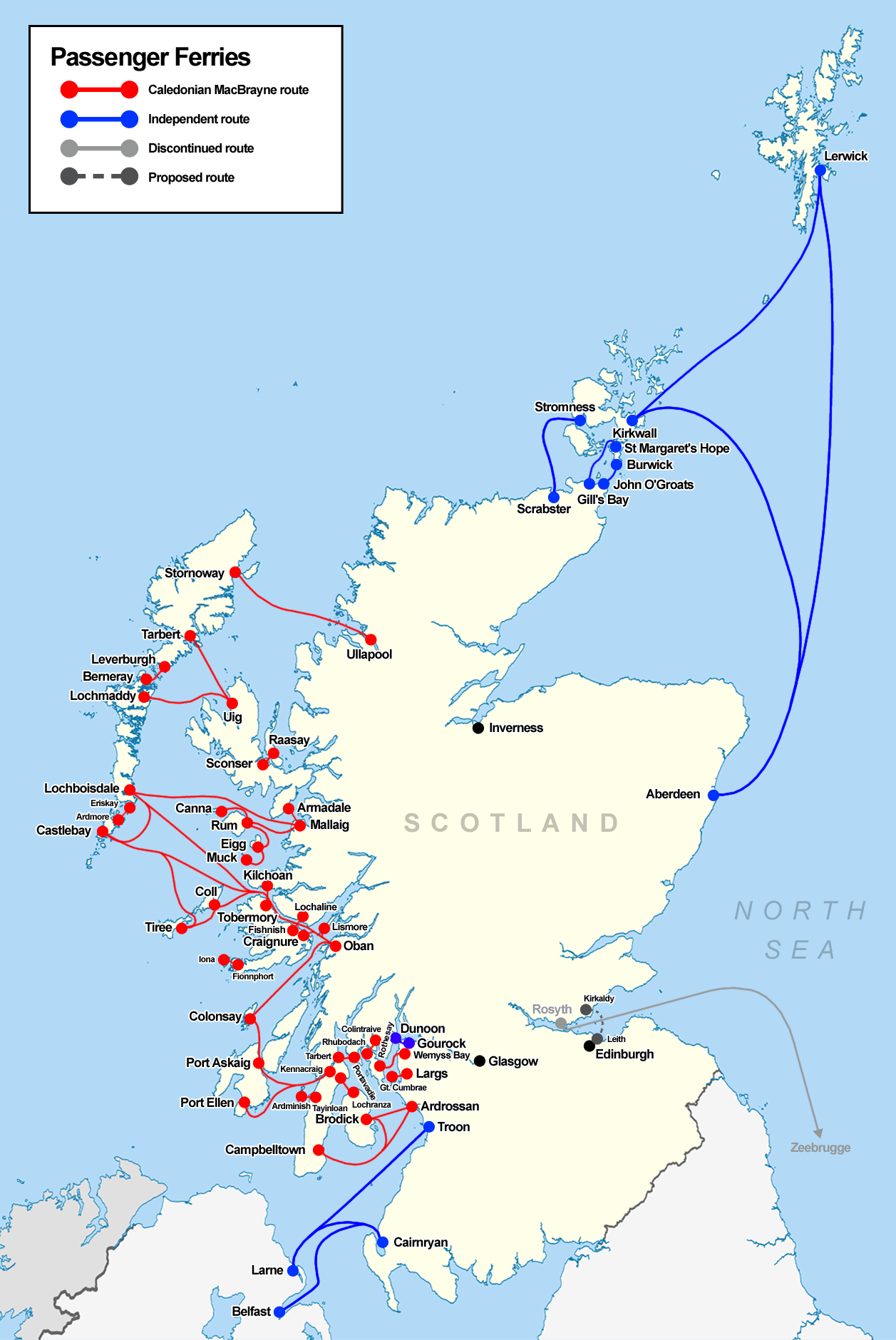
Fährverbindungen in Schottland, in Rot die Verbindungen von CalMac

CalMac unterteilt seine Routen in verschiedene Regionen. Die größeren bzw. touristisch bedeutungsvolleren Inseln werden täglich, teilweise auch mehrfach täglich bedient. Die kleineren Inseln dagegen werden teilweise nur alle paar Tage angelaufen.

### Firth of Clyde
Bedient werden hier die Inseln Arran, Cumbrae und Bute sowie die Halbinseln Cowal, Rosneath und Kintyre. Zudem gibt es Verbindungen über den Firth of Clyde, bspw. von Gourock nach Dunoon.

### Südliche Hebriden
Hier werden die Inseln Islay, Gigha und Colonsay bedient.

### Innere Hebriden
Diese Region umfasst die Inseln Mull, Iona, Lismore, Kerrera, Coll und Tiree sowie die Halbinsel Ardnamurchan.

### Skye, Raasay und die „Small Isles“
Neben Skye, der größten schottischen Insel, werden hier Eigg, Muck, Rùm, Canna und Raasay angelaufen.

### Äußere Hebriden
In dieser Region findet Verkehr zu den Inseln Barra, Eriskay, Lewis, Harris, South Uist und North Uist statt.

## Flotte

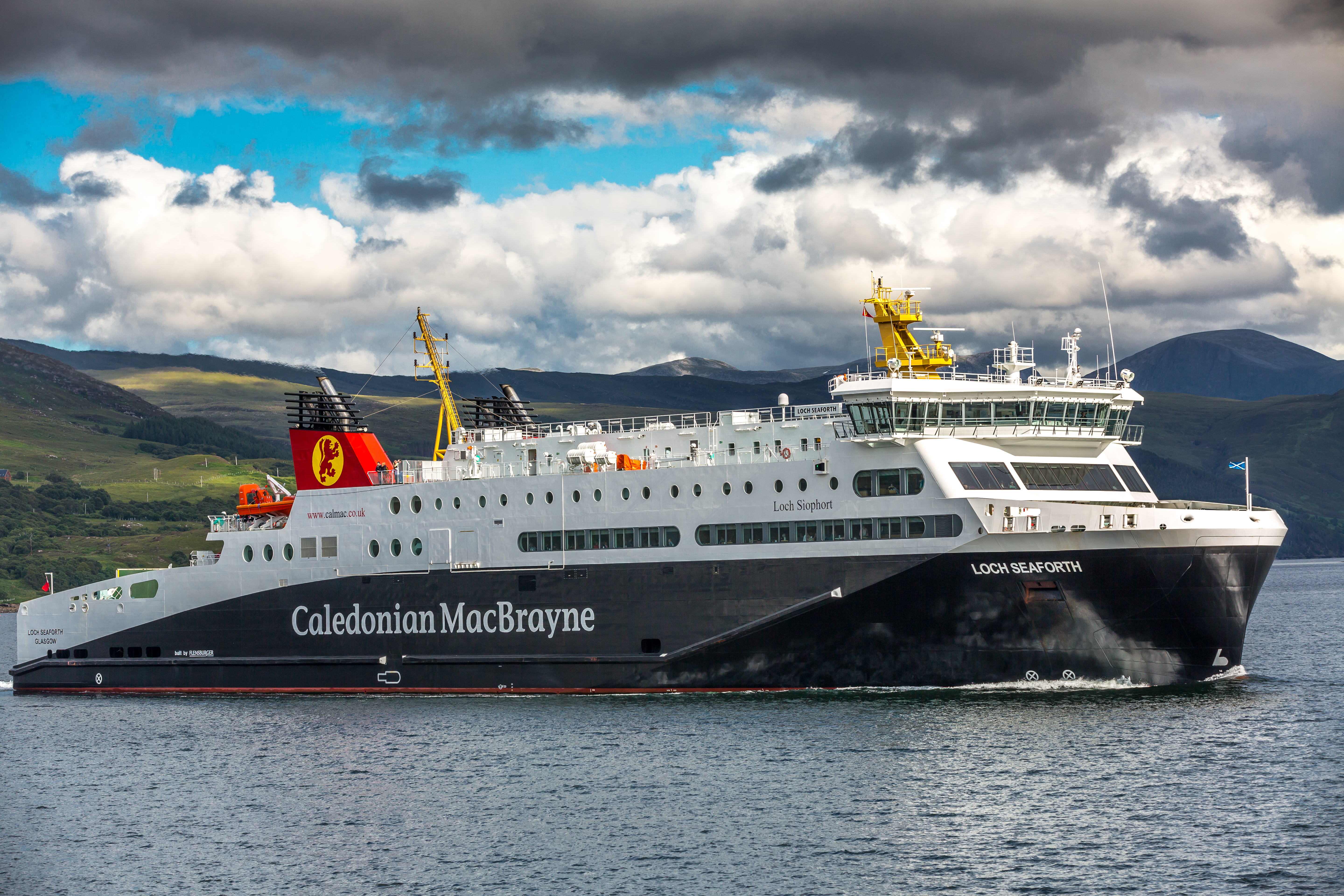
Loch Seaforth, das größte Schiff der CalMac-Flotte

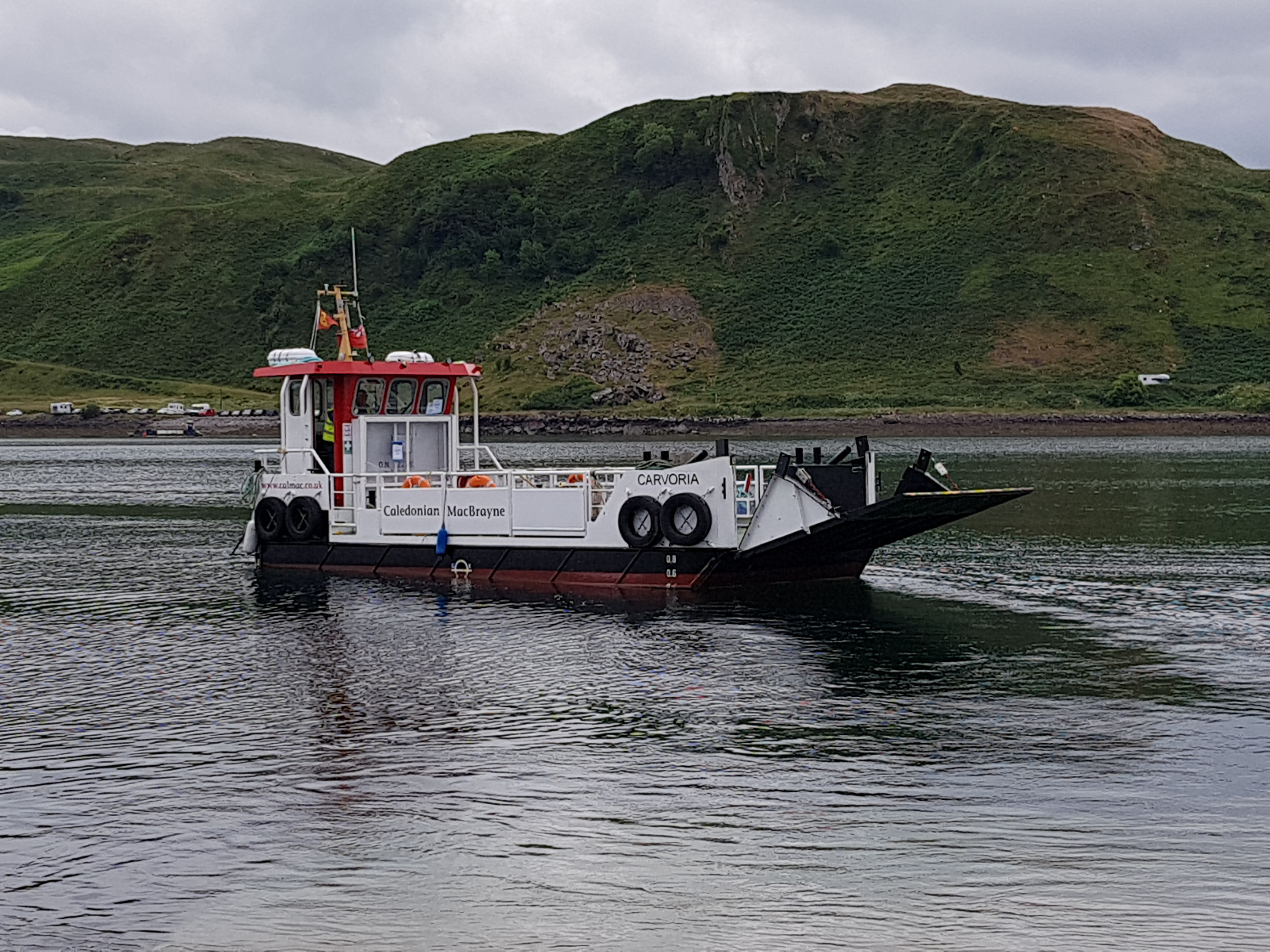
Carvoria, das kleinste Schiff der CalMac-Flotte

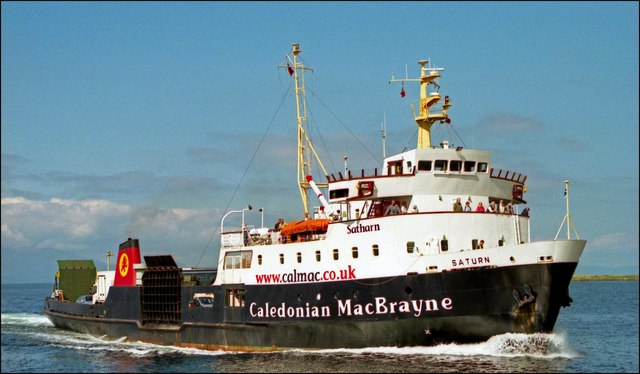
Die Saturn, ein Schiff der vormals von CalMac eingesetzten Clyde-Streaker-Klasse

Die von CalMac betriebene Flotte umfasst (Stand Oktober 2020) 33 Schiffe unterschiedlichster Bauart, die als RoPax-Fähren alle für den Transport von Passagieren und Fahrzeugen geeignet sind. Die Spanne reicht von der zwischen Gallanach und Kerrera eingesetzten Carvoria (Fassungsvermögen: 12 Passagiere, 1 PKW) bis hin zu großen Fähren wie der bei der Flensburger Schiffbau-Gesellschaft gebauten und zwischen Ullapool und Stornoway eingesetzten Loch Seaforth mit einer Länge von 118 Metern sowie einer Kapazität von 700 Passagieren und 143 PKW.
Vor der Umstellung auf RoPax-Schiffe setzte CalMac Dampf- und Motorschiffe mit Ladegeschirr ein, die neben Passagieren auch Stückgut transportieren konnten. Die 1946 in Dienst gestellte und seit 1951 von der Caledonian Steampacket Company betriebene Waverley (Schiff) war bis zu ihrer Ausmusterung durch Caledonian MacBrayne Ende 1973 der letzte Schaufelraddampfer in der Flotte der Reederei.

### Aktuelle Schiffe (Auswahl)
- Argyll Flyer
- Caledonian Isles
- Carvoria
- Clansman
- Coruisk
- Finlaggan
- Hebrides
- Hebridean Isles
- Isle of Arran
- Isle of Cumbrae
- Isle of Lewis
- Isle of Mull
- Literature-Klasse (Catriona, Hallaig, Lochinvar)
- Loch-Klasse (Loch Striven, Loch Linnhe, Loch Riddon, Loch Ranza)
- Loch Portain
- Loch Seaforth
- Loch Shira
- Lochnevis
- Lord of the Isles

### Ehemalige Schiffe (Auswahl)
- ABC-Klasse (Arran, Bute, Cowal)
- Caledonia
- Claymore
- Clyde-Streaker-Klasse (Juno, Jupiter, Saturn)
- Hebrides-Klasse (Hebrides, Clansman, Columba; die Columba wurde später zur Hebridean Princess umgebaut)
- Iona
- Island-Klasse
- Maid-Klasse (Maid of Argyll, Maid of Ashto, Maid of Cumbrae, Maid of Skelmorlie)
- Waverley

### Neubauten

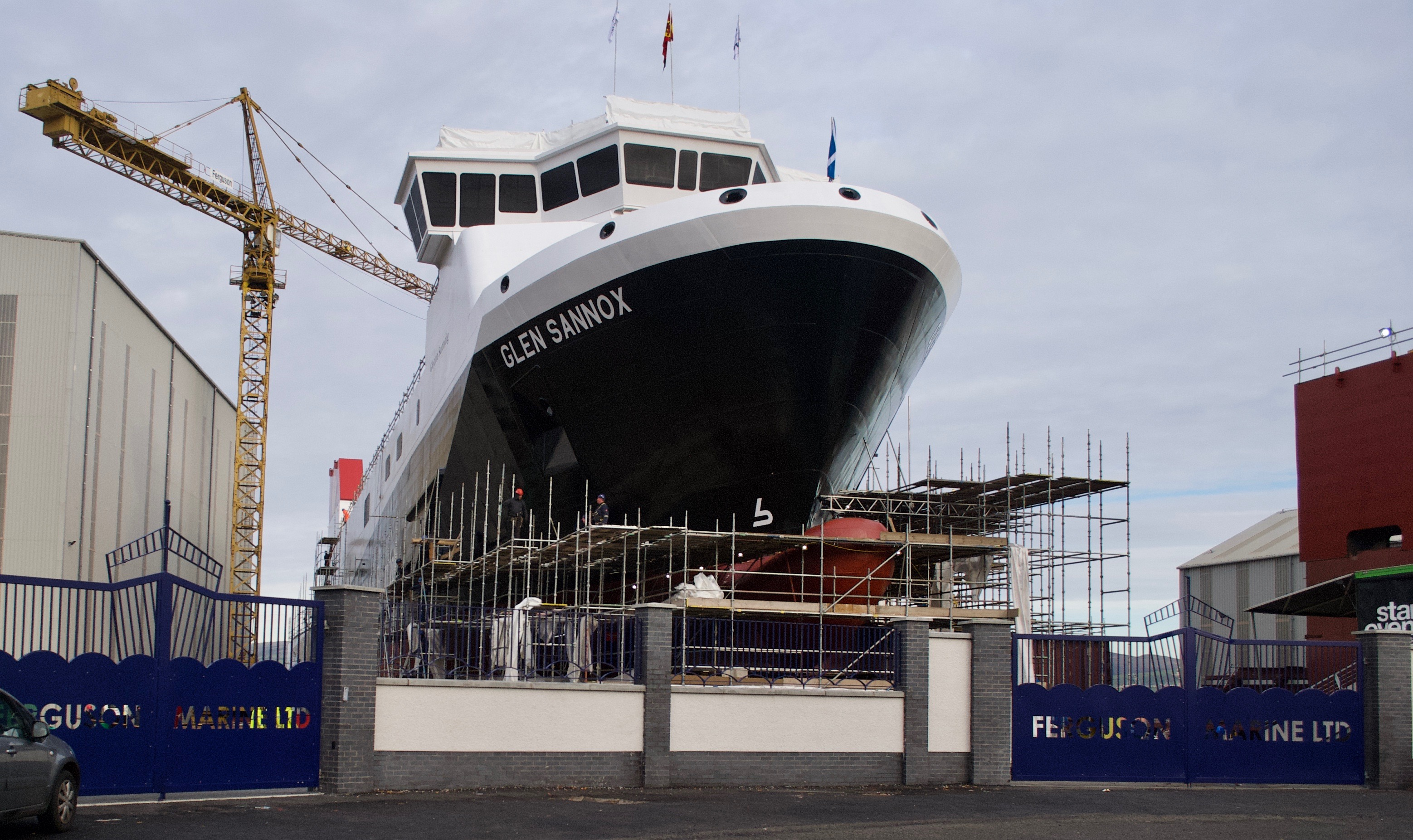
Glen Sannox auf der Helling der Bauwerft

Seit 2016 sind zwei 102 m lange Fähren mit Dual-Fuel-Motoren (Diesel und Flüssigerdgas) im Bau. Die Schiffe wurden durch Caledonian Maritime Assets beauftragt und sollen nach Indienststellung von CalMac Ferries eingesetzt werden. Das Auftragsvolumen hierfür lag nach ursprünglichen Planungen bei rund 97 Mio. Britischen Pfund. Der erste Stahlschnitt und damit der Baubeginn für das erste der beiden Schiffe, die Glen Sannox, fand im Februar 2016 statt. Die Ablieferung und Indienststellung sollte im Jahr 2018 erfolgen.
Beim Bau der Glen Sannox gab es massive Verzögerungen und finanzielle Unregelmäßigkeiten, welche unter anderem zu einer Verstaatlichung der Bauwerft Ferguson Shipbuilders in Port Glasgow führten. Nur so konnte eine Schließung der Werft verhindert und der Weiterbau der beiden Fähren gewährleistet werden. Aufgrund der Verzögerungen und Baumängel stieg der veranschlagte Preis auf (Stand Februar 2020) mindestens 230 Mio. Britische Pfund, die Schätzungen zufolge auf 300 Mio. Pfund steigen könnten. Als Gründe hierfür wurden unter anderem mit dem Kunden, den Aufsichtsbehörden und den Versicherungen nicht abgestimmte Baumaßnahmen am Schiff, Ungereimtheiten bei Design und Projektplanung sowie mangelhafte Arbeiten unter anderem bei Rohrsystemen im Maschinen- und Generatorraum genannt.
[veraltet]
Der erstmalige Einsatz der Glen Sannox auf der vorgesehenen Einsatzroute zur Isle of Arran wurde Ende Oktober 2020 nunmehr für das Frühjahr 2022 angekündigt. Die zweite bestellte Fähre ist ebenfalls im Bau und soll gegen Jahresende 2022 abgeliefert werden. Vorgesehene Einsatzstrecken sind die Verbindungen zwischen Uig und Lochmaddy bzw. Tarbert.